# Official Basic Instinct Parody
Official Basic Instinct Parody ist eine US-amerikanische Porno-Parodie auf den US-amerikanischen Erotikthriller Basic Instinct aus dem Jahr 2011. Produktionsfirma war Zero Tolerance Entertainment.

## Handlung
Die Blondine Catherine Trammel wird verdächtigt, beim Sex ihre Liebhaber umzubringen. Der Detektiv Nick Curran untersucht ihren Fall, lässt sich jedoch immer mehr in ihren Bann ziehen. Im Gegensatz zum Original gibt es allerdings drei Verdächtige, die sich Nich Curran vornimmt. Unterstützt wird er dabei von Lt. Nilsen. Dabei werden einige Elemente des Originalfilms kopiert.
Wie in Pornofilmen üblich wird die Handlung durch mehrere Sexszenen unterbrochen:
- Szene 1: Lexi Belle und Breanne Benson
- Szene 2: Lyla Storm und Michael Vegas
- Szene 3: Brandy Aniston und Ryan Mclane
- Szene 4: Francesca Le und Will Powers
- Szene 5: Breanne Benso und Michael Vegas

## Auszeichnungen
Der Film war im Jahr 2012 für die AVN Awards und die XBIZ-Awards in der Kategorie „Best Parody – Drama“ nominiert.

## Kritiken
Auf XCritic bewertete Don Houston den Film als „Empfehlenswert“. Dem Regisseur würde es gelingen Sex und Unterhaltung zu kombinieren, auch wenn er sich ein aggressiveres Vorgehen bei der Verwendung der Original-Elemente gewünscht hätte und einen Teil des Castings für fragwürdig hielt.
Auf RogReviews wurde der Film eher mittelmäßig besprochen. Dem Rezensenten gefiel Look, Musik und die etwas lockerere Story, wobei diese jedoch nicht sehr tief gehe und durch die fehlende Gewalt wäre nicht sehr viel Spannung im Film. Die Sexszenen wären ok und die Parodie der berühmten Verhörszene, bei dem im Original Sharon Stone ihren Schambereich zeigt, wäre ebenfalls gut gemacht.